# HC Falcons Brixen
HC Falcons Brixen (italienisch HC Falcons Bressanone) ist ein italienischer Eishockeyverein aus Brixen in Südtirol.

## Geschichte
Er wurde 1987 von Roberto Padovani und Claudio Del Piero gegründet. Bereits im nächsten Jahr konnte das Team die Serie C gewinnen und in die Serie B aufsteigen, aus der sie allerdings 1992 wieder abstiegen. Von 2000 bis 2004 spielten sie erneut in der Serie B. Bis 2013 trug der Verein den Namen Hockey Club Brixen. Nach einem Wechsel auf der Vorstandsebene erhielt er seinen heutigen Namen. Zeitweise spielte die erste Mannschaft in der vierten österreichischen Liga. 2017 traten sie wieder in Italien an (IHL Division 1) und stiegen 2018 in die zweitklassige Italian Hockey League (ehemals Serie B) auf, in der sie seither spielen.